# Caesarius van Spiers
Caesarius van Spiers (tweede helft 12de eeuw, vermoedelijk te Spiers - 1237, 1238 of 1239) was een Duits franciscaan. Hij studeerde bij magister Koenraad van Spiers en werd minderbroeder in het Heilig Land onder invloed van Elias van Cortona. Het Mattenkapittel van 1221 besloot een nieuwe franciscaanse missie naar Duitsland te organiseren. Vorige pogingen om de orde daar te introduceren waren mislukt. 90 broeders waren kandidaat om te gaan. Men beschouwde het als een martelaarsopdracht omdat men verwachtte er gedood te worden. Caesarius van Spiers werd aangesteld als hoofd van de missie en als eerste provinciaal. Van 1221 tot 1223 was hij de eerste provinciale overste van de franciscanen in Duitsland. Hij werkte nauw samen met Franciscus van Assisi en hielp mee aan de nieuwe Voorlopige Regel der minderbroeders van 1221, waarbij hij vooral aan de bijbelcitaten werkte. Deze regel was gematigder dan de oorspronkelijke, maar versterkte het evangelische karakter, onder meer door de typerende bijbelcitaten. Caesarius was een trouw volger van de regel. Volgens bronnen van de Spiritualen werd Caesarius later gevangengenomen en mishandeld. Zijn precieze sterfdatum is niet bekend. Na het overlijden van Caesarius ontstond er vanuit de strekking van de spiritualen een hervormingsgroep binnen de franciscaanse orde: de caesarini, genoemd naar Caesarius van Spiers. Deze groep werd reeds na korte tijd ontbonden door de generale overste Johannes van Parma.